# Élections législatives de 1986 en Guadeloupe
Les élections législatives françaises de 1986 ont lieu le 16 mars 1986. Dans le département de la Guadeloupe, auquel est rattaché Saint-Barthélemy et Saint-Martin, quatre députés sont à élire dans le cadre d'un scrutin proportionnel par liste départementale à un seul tour.

## Élus
| Député élu             |  | Parti |
| ---------------------- |  | ----- |
| Lucette Michaux-Chevry |  | RPR   |
| Henri Beaujean         |  | RPR   |
| Frédéric Jalton        |  | PS    |
| Ernest Moutoussamy     |  | PCG   |

Nommée au gouvernement Chirac II en tant que secrétaire d'État chargée de la Francophonie, Lucette Michaux-Chevry est remplacée par Édouard Chammougon, suivant de la liste RPR-LPG.

## Listes en présence

### Parti communiste guadeloupéen
| N° | Candidats          | Parti | Parti | Principales fonctions |
| -- | ------------------ | ----- | ----- | --------------------- |
| 01 | Ernest Moutoussamy |       | PCG   | Député sortant        |
| 02 |                    |       | PCG   |                       |
| 03 |                    |       | PCG   |                       |
| 04 |                    |       | PCG   |                       |
|    |                    |       |       |                       |
| 05 |                    |       | PCG   |                       |
| 06 |                    |       | PCG   |                       |

### Parti socialiste
| N° | Candidats         | Parti | Parti     | Principales fonctions                                                    |
| -- | ----------------- | ----- | --------- | ------------------------------------------------------------------------ |
| 01 | Frédéric Jalton   |       | PS (FGPS) | Député sortant, conseiller général et maire des Abymes                   |
| 02 | Dominique Larifla |       | PS (FGPS) | Conseiller général, président du conseil général et maire de Petit-Bourg |
| 03 |                   |       | PS (FGPS) |                                                                          |
| 04 |                   |       | PS (FGPS) |                                                                          |
|    |                   |       |           |                                                                          |
| 05 |                   |       | PS (FGPS) |                                                                          |
| 06 |                   |       | PS (FGPS) |                                                                          |

### Divers gauche
| N° | Candidats        | Parti | Parti        | Principales fonctions     |
| -- | ---------------- | ----- | ------------ | ------------------------- |
| 01 | Laurent Farrugia |       | DVG (ex-PCG) | Professeur de philosophie |
| 02 |                  |       | DVG          |                           |
| 03 |                  |       | DVG          |                           |
| 04 |                  |       | DVG          |                           |
| 05 |                  |       | DVG          |                           |
|    |                  |       |              |                           |
| 06 |                  |       | DVG          |                           |

### Écologiste (MGE)
| N° | Candidats             | Parti | Parti | Principales fonctions |
| -- | --------------------- | ----- | ----- | --------------------- |
| 01 | Léopold Deher-Lesaint |       | ECO   |                       |
| 02 |                       |       | ECO   |                       |
| 03 |                       |       | ECO   |                       |
| 04 |                       |       | ECO   |                       |
|    |                       |       |       |                       |
| 05 |                       |       | ECO   |                       |
| 06 |                       |       | ECO   |                       |

### Opposition (UDF-DVD)
| N° | Candidats     | Parti | Parti | Principales fonctions                                       |
| -- | ------------- | ----- | ----- | ----------------------------------------------------------- |
| 01 | Marcel Esdras |       | UDF   | Député sortant, conseiller général et maire de Pointe-Noire |
| 02 |               |       | UDF   |                                                             |
| 03 |               |       | UDF   |                                                             |
| 04 |               |       | UDF   |                                                             |
|    |               |       |       |                                                             |
| 05 |               |       | UDF   |                                                             |
| 06 |               |       | UDF   |                                                             |

### Opposition (RPR-LPG)
| N° | Candidats              | Parti | Parti | Principales fonctions                       |
| -- | ---------------------- | ----- | ----- | ------------------------------------------- |
| 01 | Lucette Michaux-Chevry |       | RPR   | Conseillère générale                        |
| 02 | Henri Beaujean         |       | RPR   | Conseiller général et maire du Moule        |
| 03 | Édouard Chammougon     |       | RPR   | Conseiller général et maire de Baie-Mahault |
| 04 |                        |       | RPR   |                                             |
|    |                        |       |       |                                             |
| 05 |                        |       | RPR   |                                             |
| 06 |                        |       | RPR   |                                             |

### Front national
| N° | Candidats            | Parti | Parti | Principales fonctions            |
| -- | -------------------- | ----- | ----- | -------------------------------- |
| 01 | Rémy de Haenen       |       | FN    | Ancien maire de Saint-Barthélemy |
| 02 | Jean-Marc Vilardel   |       | FN    |                                  |
| 03 | Jean-Claude Sbarazzi |       | FN    |                                  |
| 04 | Jean-Yves Cadorel    |       | FN    |                                  |
|    |                      |       |       |                                  |
| 05 | Édouard Roussat      |       | FN    |                                  |
| 06 | Philippe Pagésy      |       | FN    |                                  |

## Résultats

### Résultats à l'échelle du département
| Liste Parti politique | Liste Parti politique                                                                                    | Tête de liste          | Tour unique | Tour unique | Sièges |
| Liste Parti politique | Liste Parti politique                                                                                    | Tête de liste          | Voix        | %           | Sièges |
| --------------------- | --- | ---------------------- | ----------- | ----------- | ------ |
|                       | Union pour le développement et le progrès de la region Guadeloupe Rassemblement pour la République (LPG) | Lucette Michaux-Chevry | 28 449      | 35,46       | 2      |
|                       | Liste présentée par le Parti socialiste, fédération de la Guadeloupe Parti socialiste (FGPS)             | Frédéric Jalton        | 22 344      | 27,85       | 1      |
|                       | Union démocratique et anticolonialiste Parti communiste guadeloupéen                                     | Ernest Moutoussamy     | 18 870      | 23,52       | 1      |
|                       | Union et développement pour la Guadeloupe Union pour la démocratie française (Divers droite)             | Marcel Esdras          | 8 776       | 10,94       | 0      |
|                       | Culture et développement Divers gauche                                                                   | Laurent Farrugia       | 1 002       | 1,25        | 0      |
|                       | Liste de Rassemblement national présentée par le Front national Front national                           | Rémy de Haenen         | 553         | 0,69        | 0      |
|                       | Liste du Mouvement guadeloupéen et écologiste Divers écologiste (MGE)                                    | Léopold Deher-Lesaint  | 233         | 0,29        | 0      |
|                       | |                        |             |             |        |
| Inscrits              | Inscrits                                                                                                 | Inscrits               | 188 932     | 100,00      | 4      |
| Abstentions           | Abstentions                                                                                              | Abstentions            | 99 057      | 52,43       |        |
| Votants               | Votants                                                                                                  | Votants                | 89 875      | 47,57       |        |
| Blancs et nuls        | Blancs et nuls                                                                                           | Blancs et nuls         | 9 648       | 10,73       |        |
| Exprimés              | Exprimés                                                                                                 | Exprimés               | 80 227      | 89,26       |        |